# Troca em contracorrente
Troca em contracorrente, juntamente com troca concorrente ou simultânea, compreendem os mecanismos utilizados para a transferência de uma propriedade de um fluido a partir de um fluxo de corrente de fluido para outro através de uma membrana semipermeável ou material termicamente condutor entre elas. A propriedade pode ser calor transferido, a concentração de uma substância química ou outras. A troca em contracorrente é um conceito-chave na engenharia química, na termodinâmica e em processos de fabricação, como por exemplo, na extração de sacarose a partir de raízes de beterraba-sacarina.